# Petra Barran
Petra Barran es una emprendedora británica, fundadora de KERB, colectivo de comida callejera en Londres. En 2005 Barran comenzó a vender chocolate con una vieja furgoneta de helados. Desde entonces, ha transformado el panorama gastronómico de Londres. En 2019, KERB contaba con cinco centros en Londres, cada uno sirviendo más de 10.000 platos a la semana.

## Biografía
Barran creció en Suffolk. También vivió en África e Italia, y se interesó por la comida desde pequeña. Barran tenía un libro de recetas de Sainsbury's y cocinó cada una de sus recetas que contenía. La primera vez que vio comida callejera fue en México, cuando tenía diez años. Su primer trabajo fue en un salón de té local. Barran estudió Americanismo en la Universidad de Mánchester y obtuvo su licenciatura en 1999.
Tras graduarse, Barran se interesó por el chocolate y se formó junto al chocolatero Pierre Marcolini. Desde 2005, Barran vendió chocolates en una vieja furgoneta de helados (llamada Jimmy) que solía llevar a mercados y eventos en todo el Reino Unido. Recorrió el Reino Unido, intercambiando pastel de chocolate por una cama para pasar la noche. Choc Star se convirtió en un "aclamado chocolatero móvil", vendiendo chocolate caliente, helados de brownie y Rocky Road. En un pequeño festival en el que debía aparecer Choc Star, a pesar de que Barran luchó por un puesto y pagó las tasas, el festival se cerró días antes de su apertura. Cuando Barran se enteró de que no le devolverían el dinero, decidió no permitir que esto le sucediera a nadie más, y se le ocurrió la idea de construir un colectivo de comida callejera.
En 2005, Barran se unió a otras dos compañías de comida callejera. En 2009 formó Eat Street, que se convirtió en un colectivo de 32 comerciantes que abrieron puestos alrededor de Londres. En 2010, mientras estaba de vacaciones en Nueva York, Barran decidió estudiar un master en Estudios Urbanos. Quería usar la comida para hacer las ciudades más interesantes. Retiró su camioneta Jimmy en 2011. Ese año, Barran fue seleccionada como una de las Diez personas que cambiaron el mundo por el periódico británico The Independent. Completó su master en University College de Londres en 2013. Formó parte del Laboratorio Urbano del University College de Londres, que forma parte de The Bartlett y del Departamento de Geografía.

## KERB
Barran lanzó KERB en 2012. Estaba decidida a hacer que el movimiento de comida callejera fuera accesible para todos. KERB es una comunidad de proveedores de comida callejera cuyos clientes incluyen mercados permanentes de Londres y organizadores de eventos corporativos. Brinda apoyo profesional y logístico a los proveedores. Además fomenta tutoría entre ellos. Barran estableció el programa KERBator, que descubre y apoya a nuevos proveedores de comida callejera. KERB gana alrededor del 5% de los beneficios de este programa de tres meses. Barran incluso creó una revista, el manual KERB, que proporciona información sobre la estructura organizativa y la marca, además de brindar asesoramiento a las personas interesadas en iniciar un food truck. Ha sido anfitriona de festivales temáticos que incluyen eventos dedicados al pollo frito, a la comida veganay a la nostalgia. Varios negocios populares de KERB se han convertido en restaurantes, incluidos Pizza Pilgrims, Bleecker Burger y Bao. Desde julio de 2019, los mercados de comida callejera KERB venden más de 10.000 platos a la semana en 5 mercados de Londres.
Barran pidió a Boris Johnson(entonces alcalde de Londres) que ayudara a la gente a vender comida callejera en Londres. Barran dio una charla TEDxLondon donde explicó cómo la comida callejera beneficia a la sociedad. KERB tiene varias asociaciones, como Street Child, que apoya a las madres en África occidental para establecer sus propios negocios y que financia uniformes y material escolar. En 2019, KERB abrió un sitio permanente en el mercado de Seven Dialsen Londres. El sitio albergará a 25 vendedores y cuenta con una cinta transportadora de queso.

### Premios y honores
Entre sus premios y honores se incluyen:
- 2011 Premio otorgado por The Independenta las Diez personas que cambiaron el mundo
- 2012 Premio otorgado por el Evening Standarda las Personas más influyentes
- 2015 Premio otorgado por el Evening Standarda las Personas más influyentes